# Once More 'Round the Sun
| 전문가 평가          | 전문가 평가 |
| 총 점수              | 총 점수     |
| 출처                 | 점수        |
| -------------------- | ----------- |
| 메타크리틱           | 78/100      |
| 평가 점수            |             |
| 출처                 | 점수        |
| AllMusic             | [ 5 ]       |
| Consequence of Sound | B           |
| The Guardian         | [ 3 ]       |
| Pitchfork            | 6.3/10      |
| PopMatters           | 8/10        |
| Spin                 | 8/10        |
| Sputnikmusic         | 4.1/5       |

《Once More 'Round the Sun》은 미국의 헤비 메탈 밴드 마스토돈의 여섯 번째 스튜디오 음반이다. 2014년 6월 24일, 리프리즈 레코드를 통해 발매되었다. 2014년 4월 17일, 마스토돈은 음반의 첫 번째 싱글인 〈High Road〉를 발매했다. 2014년 6월 16일, 이 음반은 아이튠즈에서 스트리밍할 수 있게 되었다. 《Once More 'Round the Sun》은 발매 첫 주에 미국에서 약 34,000장의 판매량을 기록하며 빌보드 200 차트 6위를 기록했으며, 이 음반은 밴드 중 가장 높은 판매량을 기록했으며, 이전 음반인 《The Hunter》에 이어 두 번째로 연속 톱 10에 데뷔했다.

## 배경
2012년 말, 마스토돈의 기타리스트 브렌트 힌즈는 인터뷰에서 밴드의 다음 발매를 위한 자료를 작성하기 시작했다고 언급했다. 이 밴드는 2011년 발매한 《The Hunter》를 위해 투어하는 동안 2013년 내내 여섯 번째 스튜디오 음반을 계속 작곡하고 데모했다. 이 밴드는 2013년 말 테네시주 프랭클린의 록 팔콘 스튜디오에서 프로듀서 닉 라스쿨리네츠와 함께 녹음을 시작했다.

## 음악 스타일
트로이 샌더스는 인터뷰에서 이 음반이 밴드가 이전 음반인 《The Hunter》를 중단한 연장선상에 있다고 말했다.
빌 켈리허는 음반의 음악 스타일에 대해서도 "우리는 항상 스스로를 놀라게 하고 새롭고 신선한 곡을 작곡하려고 노력합니다. 헌터의 요소뿐만 아니라 《Remission》과 더 무거운 것들도 분명히 들어 있습니다. 앨리스 인 체인스부터 데프톤스까지 다양한 영향을 미쳤습니다. 많은 록이 진행 중입니다."

## 커버 아트
오클랜드에 거주하는 아티스트 스키너는 자신의 작품을 "사이키델릭 악몽 같은 그림"이라고 표현하며 음반의 커버 아트를 만들었다. 발매 전 베이시스트이자 보컬리스트인 트로이 샌더스는 "확실히 예술 작품이 될 것입니다. 매우 눈을 뜨게 할 것입니다. 매우 놀랍습니다. 다른 차원에서 제작된 곡으로, 많은 음악이 다른 행성으로 여러분을 안내하는 아이디어에 맞춰져 있습니다. 이 곡은 정말 놀랍다고 생각합니다."

## 곡 목록
모든 곡들은 마스토돈에 의해 작사/작곡하였다.
| #   | 제목                                                                  | 재생 시간 |
| --- | --------------------------------------------------------------------- | --------- |
| 1.  | 〈Tread Lightly〉                                                     | 5:14      |
| 2.  | 〈The Motherload〉                                                    | 4:59      |
| 3.  | 〈High Road〉                                                         | 4:15      |
| 4.  | 〈Once More 'Round the Sun〉                                          | 2:58      |
| 5.  | 〈Chimes at Midnight〉                                                | 5:32      |
| 6.  | 〈Asleep in the Deep (Feat. 밸리언트 토르 & 이사야 "아이키" 오웬스)〉 | 6:12      |
| 7.  | 〈Feast Your Eyes〉                                                   | 3:23      |
| 8.  | 〈Aunt Lisa (Feat. 코탱걸스 & 게리 린지)〉                            | 4:08      |
| 9.  | 〈Ember City〉                                                        | 4:59      |
| 10. | 〈Halloween〉                                                         | 4:39      |
| 11. | 〈Diamond in the Witch House (Feat. 스콧 켈리)〉                      | 7:49      |